# Unterschüpf
Unterschüpf ist ein Stadtteil von Boxberg im Main-Tauber-Kreis in Baden-Württemberg.

## Geographie

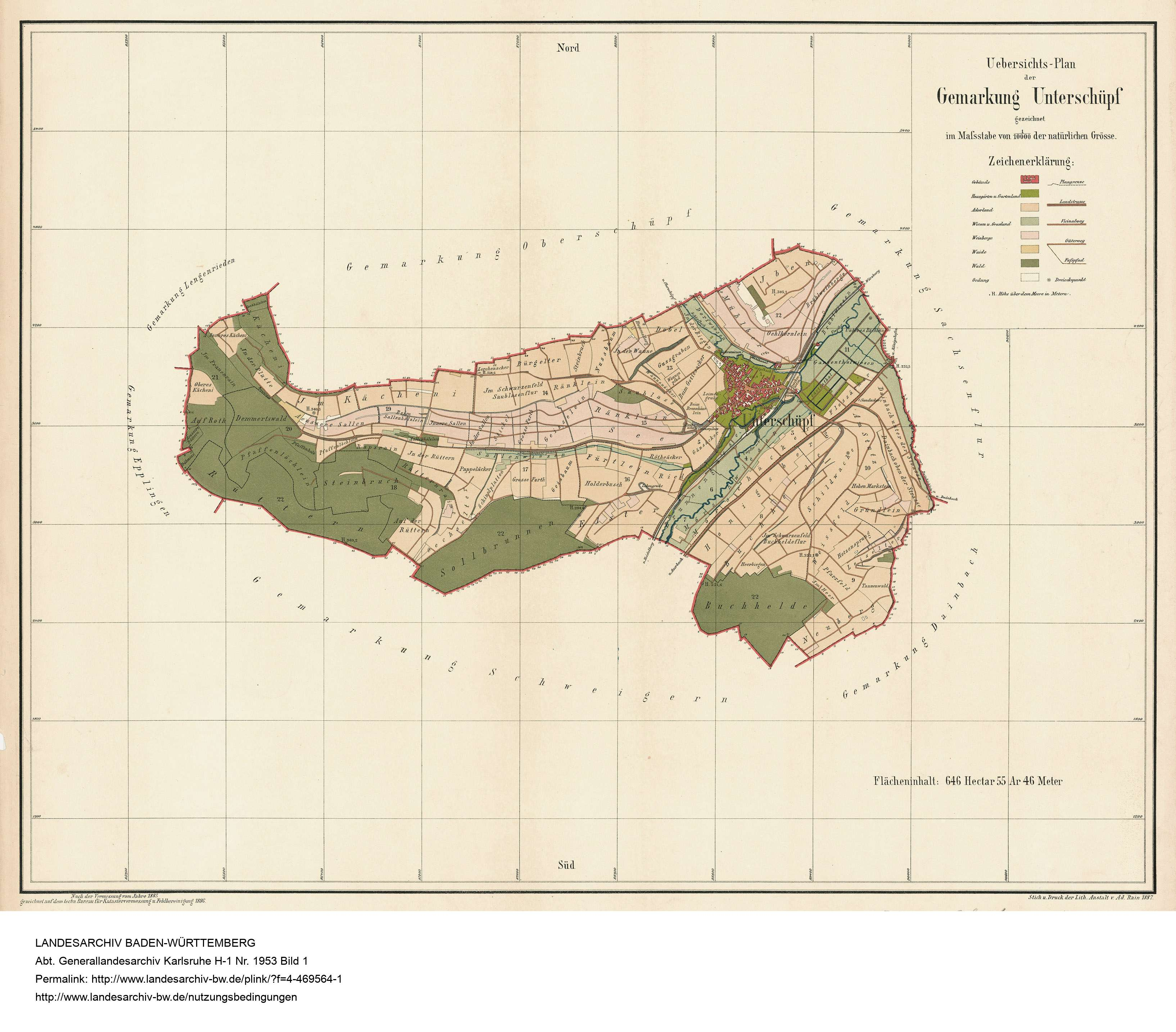
Gemarkung von Unterschüpf, 1887

Unterschüpf liegt auf 215 m ü. NHN in der Mündungsaue das Schüpfbaches als linker Zufluss der Umpfer. Zur ehemaligen Gemeinde Unterschüpf gehören das Dorf Unterschüpf (⊙) und der Wohnplatz Talhof (⊙).

## Geschichte
Am 1. Juli 1971 wurde Unterschüpf in die Stadt Boxberg eingemeindet.

### Einwohnerentwicklung
Die Bevölkerung von Unterschüpf entwickelte sich wie folgt:
| Jahr | Gesamt |
| ---- | ------ |
| 1961 | 777    |
| 1970 | 723    |
| 2011 | 811    |
| 2014 | 835    |

### Wappen
Das Wappen von Unterschüpf zeigt in Blau den Rumpf eines Mannes mit von Silber und Rot gestreifter Kleidung und gleichem Wulst mit fliegenden Bändern auf dem Haupt, in der Rechten zwei rote Rosen und eine silberne Rose an langen grünen Stielen, in der Linken einen goldenen Spaten mit silbernem Griff haltend.

## Religionen

### Christentum
Etwa die Hälfte der Einwohner Unterschüpfs sind katholisch. Neben der katholischen Kirche St. Kilian gibt es eine evangelische Kirche im Ort.
Unterschüpf bildet zusammen mit Oberschüpf und Lengenrieden die evangelische Kirchengemeinde Schüpfer Grund. Knapp ein Drittel der Einwohner von Unterschüpf gehören zur evangelischen Kirchengemeinde.

### Jüdische Gemeinde Unterschüpf
Die jüdische Gemeinde Unterschüpf bestand ab dem 17./18. Jahrhundert bis um 1870.

## Verkehr

### Straßenverkehr
Unterschüpf ist über die B 292 zu erreichen. Von Unterschüpf führt die L 579 bachaufwärts ins Schüpfbachtal.

### Schienenverkehr
Unterschüpf liegt an der Frankenbahn (Bahnstrecke Stuttgart–Würzburg). Die Züge passieren den Ort ohne Halt.

### Flugverkehr
Mit dem Flugplatz Unterschüpf verfügt die Ortschaft über einen Luftsportlandeplatz. Über den ansässigen Luftsportverein Bauland besteht hier auch die Möglichkeit, die Ausbildung zur Privatpilotenlizenz zu absolvieren. Daneben werden auf dem Flugplatz regelmäßig Fallschirmsprünge durch die eine Fallschirmschule durchgeführt.

## Kultur und Sehenswürdigkeiten

### Bauwerke und Baudenkmäler

#### Schloss Unterschüpf
In Unterschüpf befindet sich ein Wasserschloss aus dem 17. Jahrhundert. Daneben hat der Ort eine evangelische Kirche aus dem 13. Jahrhundert, eine so genannte Winkelkirche mit Fresken aus dem 15. Jahrhundert.

#### Westfeld’sches Haus
Zu erwähnen ist noch das „Westfeld’sche Haus“ (Römerstraße 36). Das zweigeschossige Wohnhaus wurde 1754 als massives stattliches Gebäude mit Mansarddach errichtet. 1926 wurde es zur „Kleinkinderschule“ umgebaut. 1985 kam das Haus in Privatbesitz, die neuen Eigentümer stoppten den weiteren Verfall der Bausubstanz.

### Naherholung
Eine Kneipp-Anlage befindet sich seit 2015 am Ortsausgang in Richtung B 292 im Umpfertal.

### Rad- und Wanderwege
In Unterschüpf kreuzen sich der Schüpfbachtalradweg und der Umpfertalradweg. Der Ort liegt daneben am Radweg Liebliches Taubertal – der Sportive.

## Vereine
Der größte Verein in Unterschüpf ist der TSV Unterschüpf 02. Dieser Verein hat etwa 560 aktive und passive Mitglieder. Neben der Freizeitabteilung und der 2010 gegründeten Triathlonabteilung gibt es noch die Fußballabteilung des TSV Unterschüpf 02, welche in der Saison 2003/2004 in die Kreisklasse A und in der Saison 2004/2005 in die Kreisliga aufgestiegen ist und somit in diesen Jahren seine größten Erfolge in seiner über 100-jährigen Vereinsgeschichte erlebt hat.